# ريتشارد زيمر
ريتشارد زيمر (بالألمانية: Richard Zimmer)‏ هو عسكري ألماني، ولد في 21 يونيو 1893 في شفايبيش غموند في ألمانيا، وتوفي في 20 يونيو 1971 في ميتنفالد في ألمانيا.

## وصلات خارجية
- ريتشارد زيمر على موقع إن إن دي بي (الإنجليزية)